# Pachygrapsus marmoratus
Pachygrapsus marmoratus är en kräftdjursart som först beskrevs av Fabricius 1787.  Pachygrapsus marmoratus ingår i släktet Pachygrapsus och familjen ullhandskrabbor. Inga underarter finns listade i Catalogue of Life.

## Bildgalleri

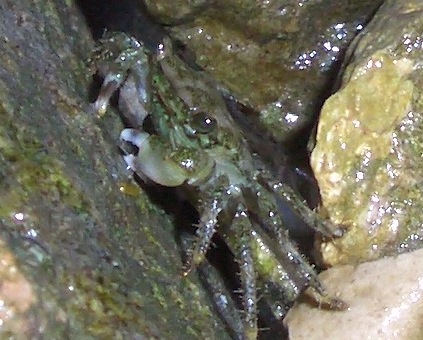
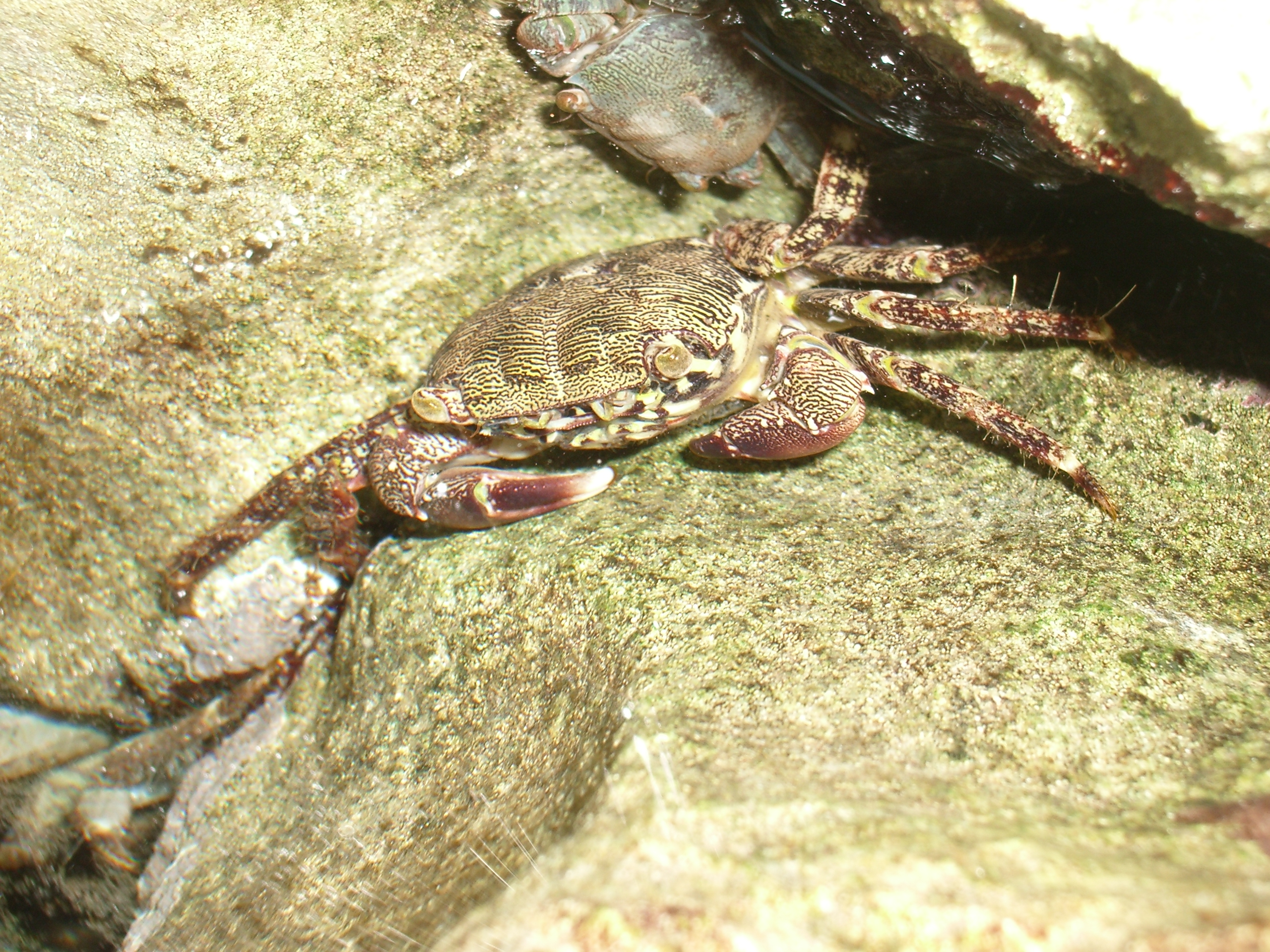
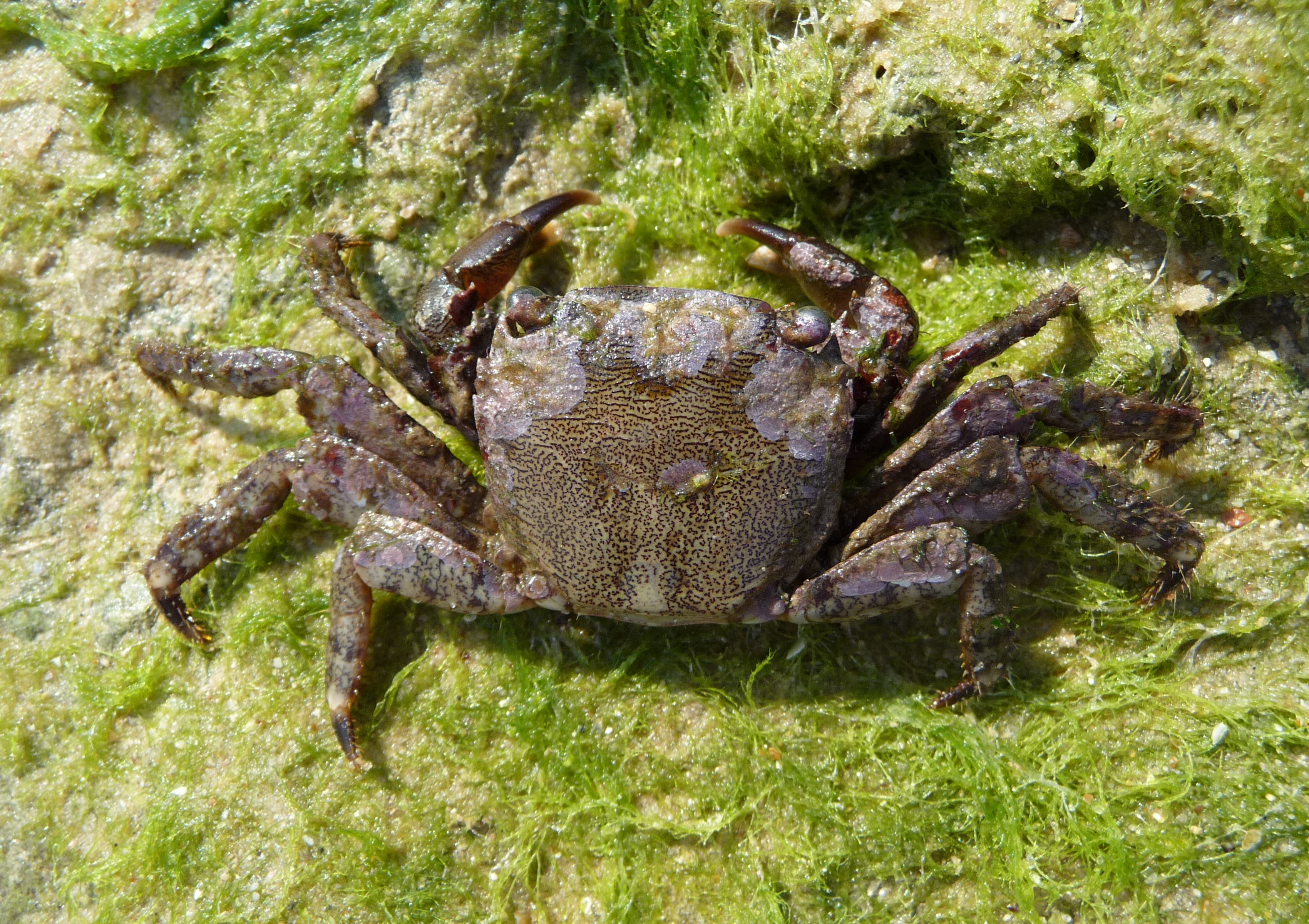
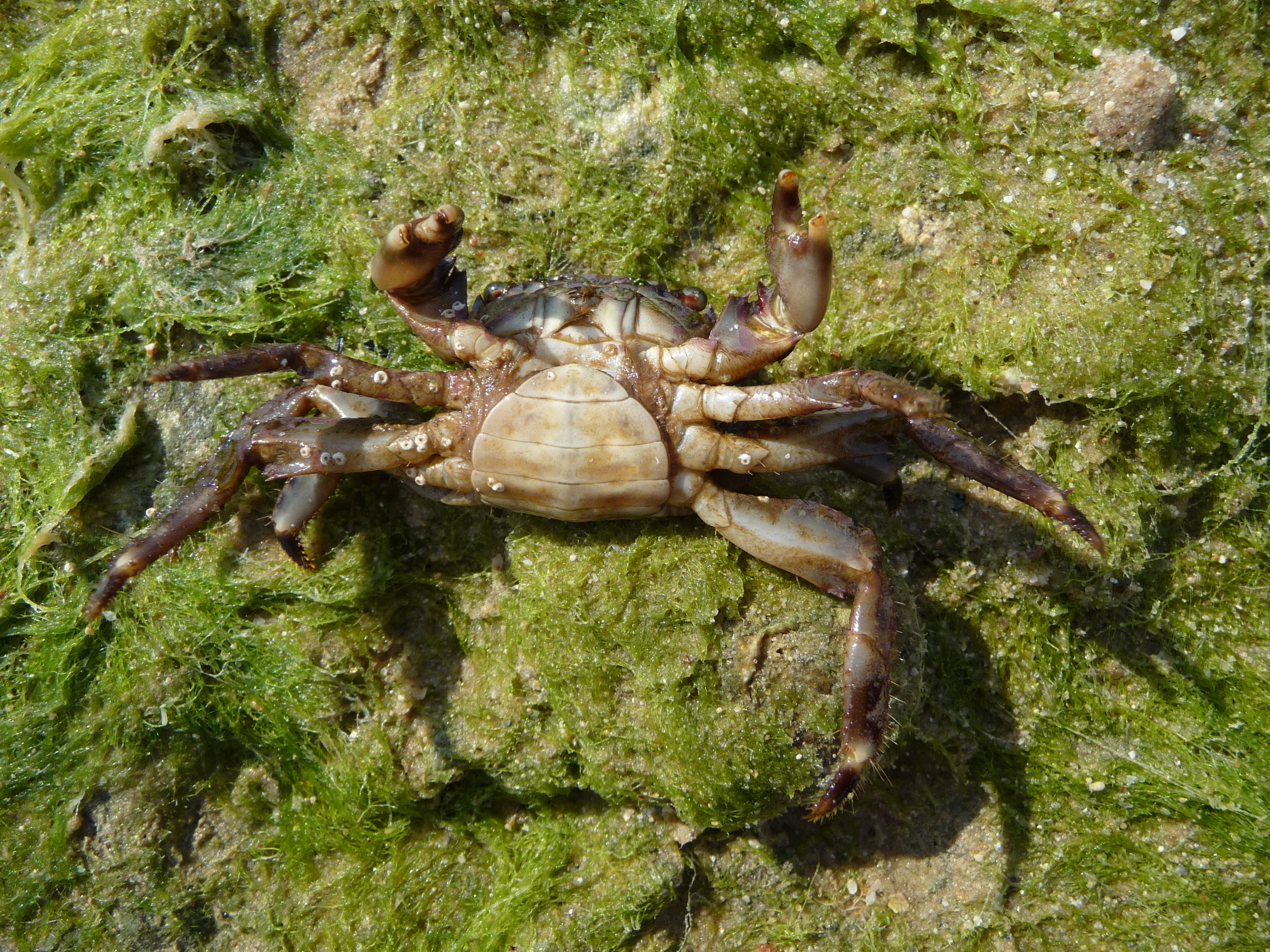
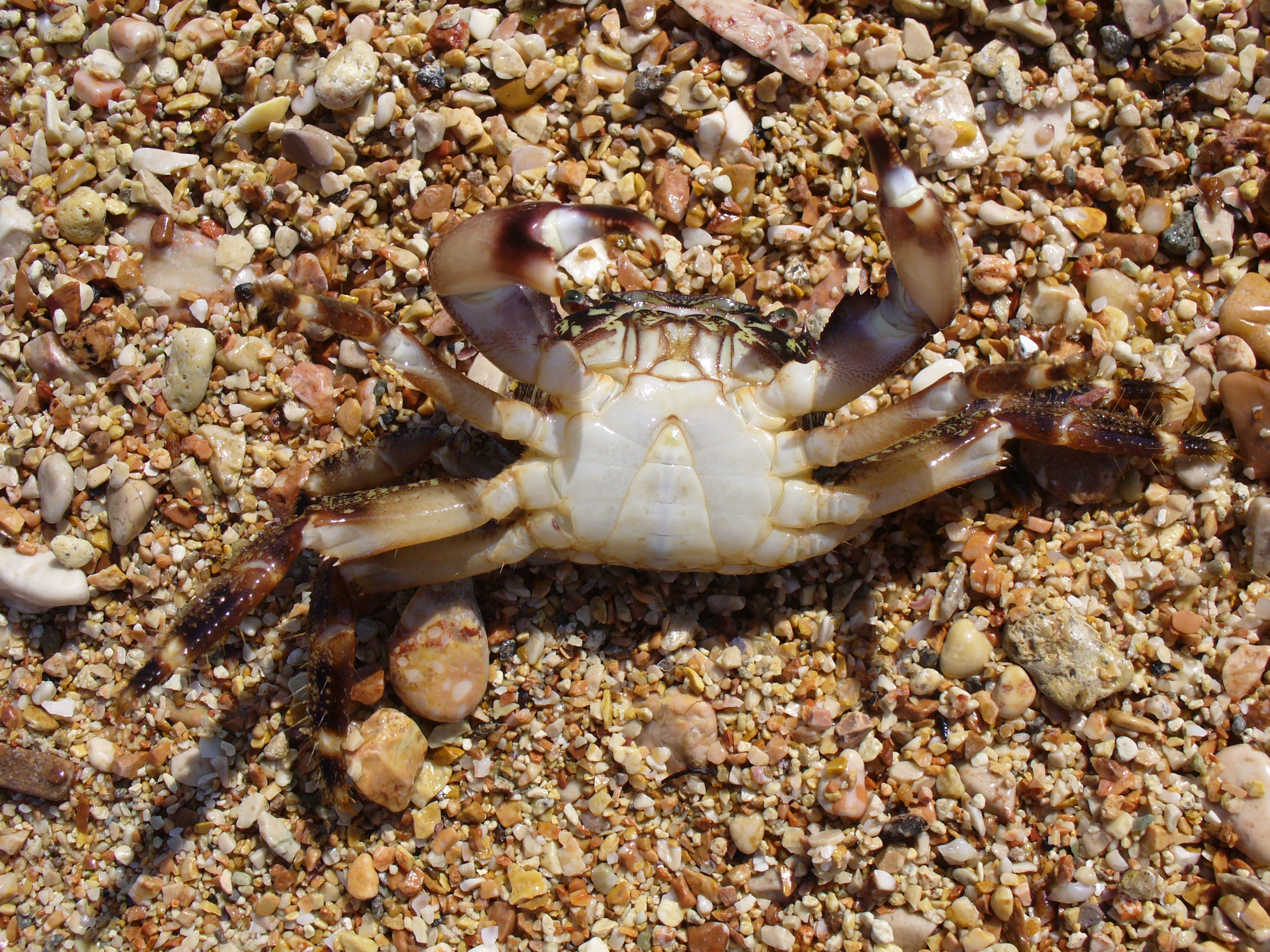
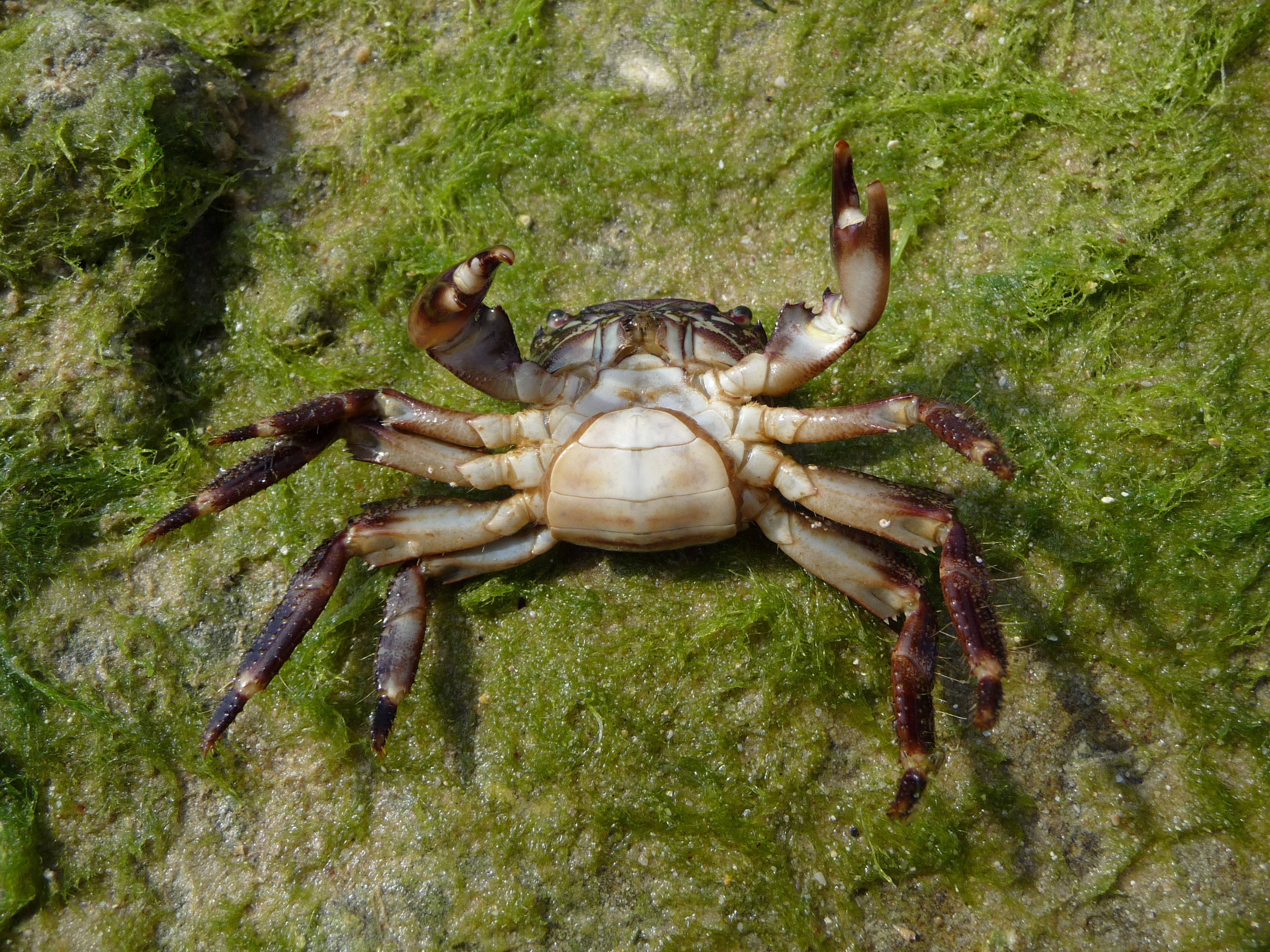